# آنتونیو گرامشی
آنتونیو فرانچسکو گرامشی (به انگلیسی: Antonio Gramsci) (۲۲ ژانویه ۱۸۹۱ در ساردینیا، ایتالیا – ۲۲ آوریل ۱۹۳۷ در رم، ایتالیا) فیلسوف، انقلابی، و نظریه‌پرداز بزرگ مارکسیست، و از رهبران و بنیان‌گذاران حزب کمونیست ایتالیا بود. گرامشی از نظریه‌پردازان و مبارزان ضدسرمایه‌داری و مفهوم‌پرداز نظریه و اصطلاح مشهور هژمونی (فرادستی / فرادستی فرهنگی) است.

## زندگی
گرامشی در خانواده‌ای از طبقهٔ متوسّط پایین، در آلس، واقع در جزیرهٔ ساردینیا، ایتالیا زاده شد. در کودکی گاهی از مدرسه فرار می‌کرد تا کمک خرج خانواده‌اش باشد. وی به سبب قوزی که بر پشت داشت از سوی همکلاسان و دوستانش مورد آزار قرار می‌گرفت و همین سبب شد تا به انزوا پناه ببرد و به مطالعهٔ تاریخ و فلسفه بپردازد.
در نه سالگی دبستان را ترک کرد و به کار مشغول شد. بعدها دوباره تحصیلات خود را در رشتهٔ زبان‌شناسی ادامه داد و از همین دوران رفت‌وآمد را به محافل سوسیالیست ایتالیا آغاز کرد. در ۱۹۱۶ در روزنامهٔ آوانتی ارگان بعدی حزب کمونیست ایتالیا مشغول به کار شد. به‌دنبال پیروزی انقلاب در روسیه، ایتالیا نیز دستخوش ناآرامی شد و شورش مشهور شهر تورین با خواست «صلح و نان» درگرفت. در ۱۹۱۹ و در کنگرهٔ بولونیا، گرامشی خواهان پیوستن حزب سوسیالیست ایتالیا به انترناسیونال سوم شد که لنین بنیاد گذاشته بود. در مارس ۱۹۲۰ کارگران کارخانهٔ فیات در تورین اعتصاب کردند. گرامشی ضمن پشتیبانی از اعتصاب، از موضع حزب سوسیالیست انتقاد کرد. در ماه‌های اوت و سپتامبر همان سال اعتصاب گسترش یافت و کارخانه‌های تورین به اشغال کارگران درآمد که با تجربهٔ شوراهای کارگری همراه بود. انتقادهای گرامشی به حزب سوسیالیست همچنان شدّت گرفت تا سرانجام به انشعاب حزب در کنگرهٔ «لیوورنو» و تشکیل حزب کمونیست ایتالیا در ۱۹۲۱ انجامید. در ۱۹۲۳ به عنوان نمایندهٔ حزب کمونیست ایتالیا به مسکو رفت و در همان‌جا با یک دختر روس به نام جولیا شوخت ازدواج کرد. این دوران همچنین دوران رشد فاشیست‌ها در ایتالیا و حملات آنان به کارگران بود. گرامشی در ۱۹۲۴ به نمایندگی پارلمان برگزیده شد و به ایتالیا بازگشت و در همان سال دبیر حزب کمونیست ایتالیا شد. در ۱۹۲۶ و طی اختلافاتی که درون حزب کمونیست ایتالیا پیش آمده بود، گرامشی از خط مشی تشکیل یک بلوک ضد فاشیست پشتیبانی می‌کرد و در همان سال در نامه‌ای به رهبری حزب کمونیست اتحاد شوروی خواهان حذف اختلاف‌های درون آن حزب شد.
او در سال ۱۹۲۶، به‌دلیل فعالیت‌های انقلابی زندانی شد و دادگاه حکومت فاشیستی او را به ۲۰ سال زندان محکوم کرد. روز ۸ نوامبر ۱۹۲۶ گرامشی بازداشت و به زندانی در میلان منتقل شد. در دادگاه به بیست سال و چهار ماه زندان محکوم شد و در شرایطی که به‌شدّت بیمار بود به زندان توری منتقل شد. از ۱۹۲۹ وسایل لازم برای کار و نگارش را در زندان به دست آورد و از همان‌جا نوشتن آثاری را شروع کرد که بعدها به «دفترها» و «نامه‌های زندان» گرامشی مشهور شد. گرامشی از زندان نسبت به خط‌مشی چپ‌روانه انترناسیونال کمونیست انتقاد کرد که سوسیال‌دمکرات‌ها را «سوسیال فاشیسم» معرفی می‌کرد و سیاست «جبههٔ واحد» را کنار گذاشته بود.
در ۱۹۳۲ بیماری گرامشی تشدید شد ولی مقامات اجازهٔ انتقال او به بیمارستان را نمی‌دادند. در اکتبر ۱۹۳۳ و بر اثر یک مبارزهٔ جهانی سرانجام گرامشی به یک درمانگاه انتقال یافت. سال بعد به بیمارستانی در رم منتقل شد. در ۲۱ آوریل ۱۹۳۷ گرامشی به‌طور رسمی آزاد اعلام شد. یک هفته بعد در ۲۷ آوریل ۱۹۳۷ آنتونیو گرامشی در همان روزی که برای بازگشت او به ساردینیا در نظر گرفته شده بود و در ۴۶ سالگی درگذشت.
بنیتو موسولینی سیاست‌مدار حزب فاشیست ایتالیا وی را مغز متفکّر حزب کمونیست ایتالیا می‌شمرد و او بود که سبب شد گرامشی سال‌های بسیاری را در زندان‌های رژیم فاشیستی به اسارت بگذراند.